# Acontia transfigurata
Acontia transfigurata là một loài bướm đêm trong họ Noctuidae.